# Giuseppe Pisanelli
Giuseppe Pisanelli (Tricase, 23 settembre 1812 – Napoli, 5 aprile 1879) è stato un giurista e politico italiano.

## Biografia

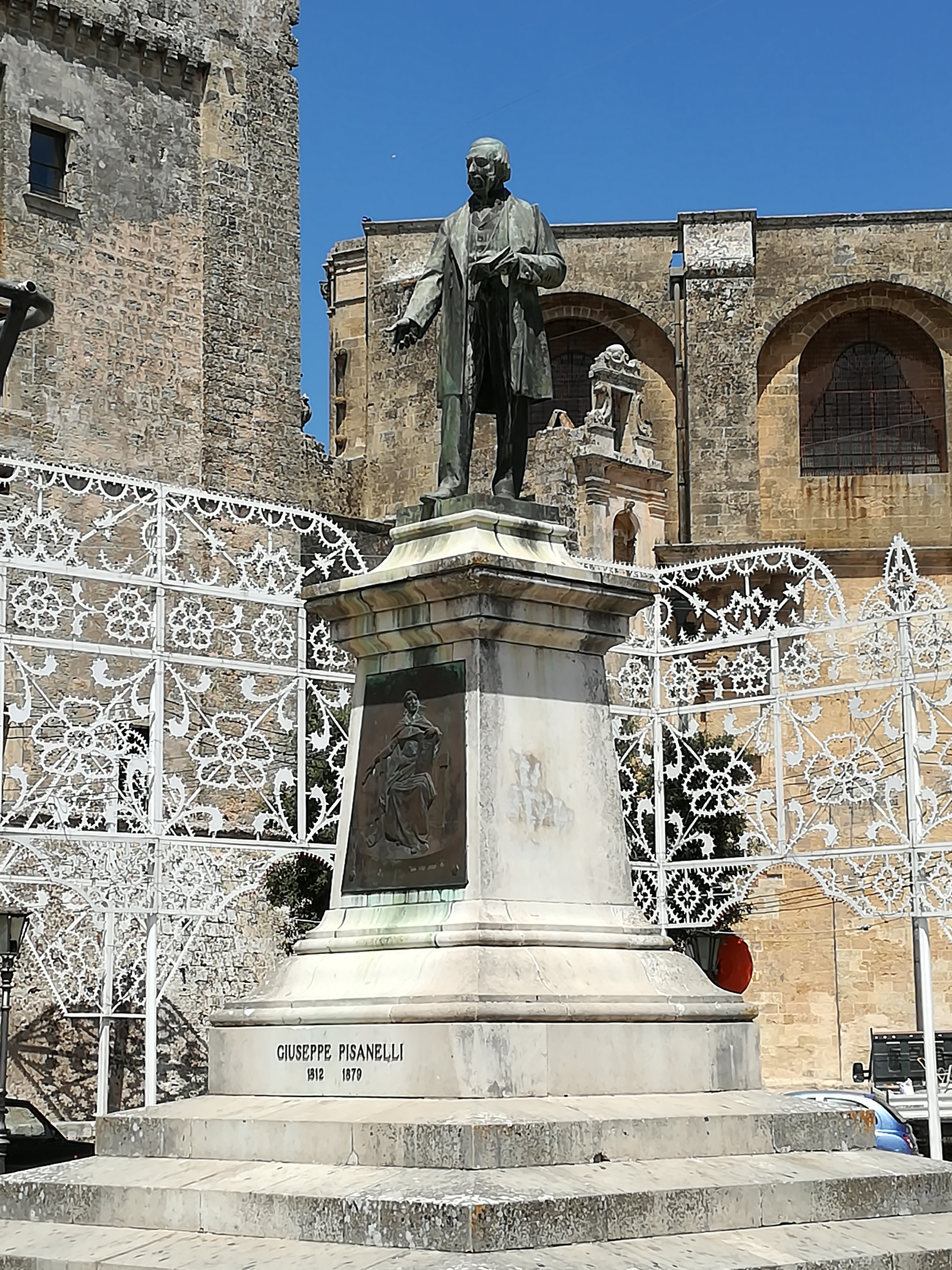
Statua di Giuseppe Pisanelli a Tricase

Nacque a Tricase da Michelangelo e Angela Mellone e studiò Giurisprudenza e diritto penale all'Università di Napoli. Fu rappresentante della provincia di Terra d'Otranto, collegio di Tricase, al Parlamento Napoletano in occasione dei moti rivoluzionari del 1848, poi riparò in esilio a Torino, Parigi, e Londra.
Fu ministro di grazia e giustizia nel Regno delle Due Sicilie (nel governo di Giuseppe Garibaldi, 1860).
Dopo l'Unificazione italiana, fu deputato del Regno d'Italia da 1861 al 1873.
Insieme al senatore Cataldo Nitti, si batté per l'Arsenale di Taranto in funzione del potenziamento militare marittimo della nazione.
Per il Regno d'Italia, svolse inoltre il ruolo di ministro di grazia e giustizia nel Governo Farini e nel primo mandato governativo di Minghetti.
Contribuì alla progettazione del Codice civile italiano del 1865 e redasse un progetto di Codice di procedura civile, i primi a entrare in vigore nel neonato regno. Prima dell'approvazione, presentò al Senato le relazioni ministeriali sul progetto di entrambi i codici. Quest'opera di codificazione è stata molto rivalutata negli ultimi decenni, perché considerata più liberale del codice del 1940 (giudicato talvolta troppo autoritario, se non proprio ideologicamente vicino al fascismo).
Suo figlio adottivo fu Alfredo Codacci Pisanelli, giurista e deputato del Regno d'Italia. Suo genero fu Vito Sansonetti (Mottola, 4 giugno 1839 - Roma 8 marzo 1896), professore universitario e giurista che sposò Elisa Codacci Pisanelli, sorella di Alfredo.

## Opere

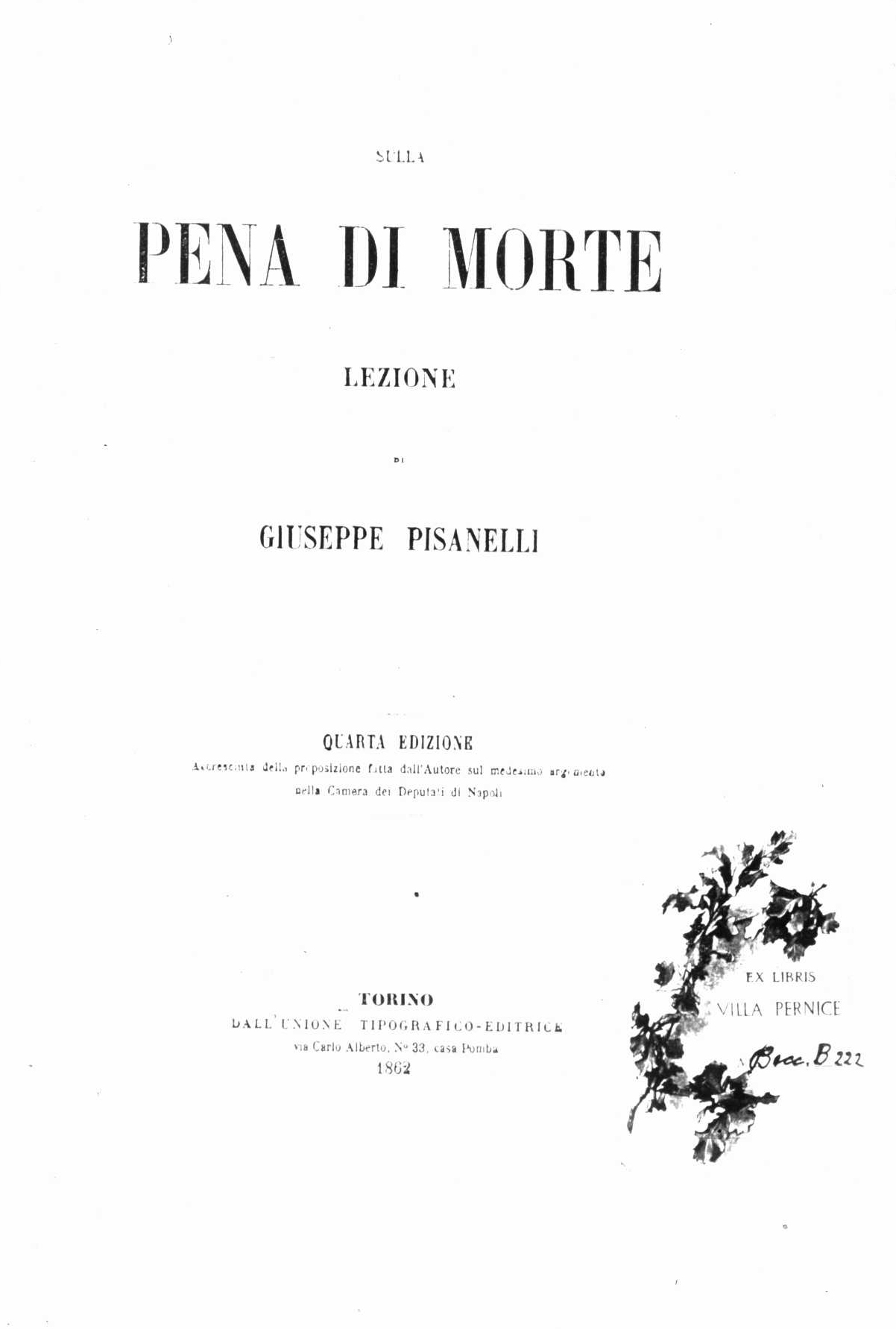
Sulla pena di morte, 1862

- Sulla pena di morte, 4ª ed., Torino, UTET, 1862.